# Cherbet Meliana
La cherbet Meliana est une boisson traditionnelle algérienne.

## Origine et étymologie
La cherbet Meliana est, comme son nom l'indique en arabe algérien, une boisson originaire de la ville de Miliana.

## Description
Il s'agit d'un sirop de fruit à base de jus de cerise, de noyaux concassés de cerise, d'eau, de sucre et parfois de jus de grenade, de citron ou de raisin.